# エリザ・リガウド
エリザ・リガウド（Elisa Rigaudo、1980年6月17日 - ）はイタリア・ピエモンテ州クーネオ出身の陸上競技選手。専門は競歩。北京オリンピック女子20km競歩銅メダリスト。
1998年世界ジュニア選手権5000m競歩で7位となった。2001年アムステルダムで開催されたヨーロッパU-23選手権20km競歩で優勝を飾った。その後2002年にドーピング違反で警告を受けた。その後2004年アテネオリンピック20km競歩で6位、2006年イェーテボリで開催されたヨーロッパ選手権では3位となった。2008年北京オリンピック20km競歩ではオルガ・カニスキナ、シェルティ・テュッセ・プラッツェルに次ぐ3位となり銅メダルを獲得した。

## 主な戦績
| 年度 | 大会名                         | 開催地                        | 種目  | 順位     |
| ---- | ------------------------------ | ----------------------------- | ----- | -------- |
| 1998 | 世界ジュニア陸上競技選手権大会 | アヌシー（ フランス）         | 5000m | 7位      |
| 2001 | ヨーロッパU-23選手権           | アムステルダム（ オランダ）   | 20 km | 優勝     |
| 2002 | IAAFワールドカップ競歩         | トリノ（ イタリア）           | 20 km | 16位     |
| 2003 | 世界陸上競技選手権大会         | パリ（ フランス）             | 20 km | 10位     |
| 2004 | アテネオリンピック             | アテネ（ ギリシャ）           | 20 km | 6位      |
| 2004 | IAAFワールドカップ競歩         | ナウムブルク（ ドイツ）       | 20 km | 5th      |
| 2005 | 世界陸上競技選手権大会         | ヘルシンキ（ フィンランド）   | 20 km | 7位      |
| 2005 | 地中海競技大会                 | アルメリア（ スペイン）       | 20 km | 優勝     |
| 2006 | ヨーロッパ陸上競技選手権大会   | イェーテボリ（ スウェーデン） | 20 km | 3位      |
| 2006 | IAAFワールドカップ競歩         | ア・コルーニャ（ スペイン）   | 20 km | 10位     |
| 2007 | 世界陸上競技選手権大会         | 大阪（ 日本）                 | 20 km | 途中棄権 |
| 2008 | 北京オリンピック               | 北京（ 中華人民共和国）       | 20 km | 3位      |
| 2008 | IAAFワールドカップ競歩         | チェボクサル（ ロシア）       | 20 km | 20位     |
| 2009 | 世界陸上競技選手権大会         | ベルリン（ ドイツ）           | 20 km | 9位      |